# Janieve Russell
Pour les articles homonymes, voir Russell.
Janieve Russell (née le 14 novembre 1993 à Manchester (Jamaïque) est une athlète jamaïcaine, spécialiste du 400 mètres haies.

## Biographie
Elle remporte l'épreuve du 400 m haies lors des championnats du monde juniors 2012, à Barcelone.
Lors des Jeux du Commonwealth 2014 de Glasgow, en Écosse, elle remporte la médaille de bronze du 400 m haies, devancée par sa compatriote Kaliese Spencer et l’Écossaise Eilidh Child.
Le 22 mai 2016, Russell s'impose au Meeting international Mohammed-VI à Rabat en 54 s 16, nouveau record personnel. Elle porte ce record à 53 s 96 lors du Golden Gala de Rome le 2 juin.
Lors des championnats du monde 2022, à Eugene, elle remporte la médaille d'argent du relais 4 × 400 m, l'équipe de Jamaïque s'inclinant face aux États-Unis.

## Palmarès
| Date | Compétition                        | Lieu             | Résultat | Épreuve         | Temps         |
| ---- | ---------------------------------- | ---------------- | -------- | --------------- | ------------- |
| 2011 | Championnats panaméricains juniors | Miramar          | 2e       | Heptathlon      | 5 352 pts     |
| 2012 | Championnats du monde juniors      | Barcelone        | 1re      | 400 m haies     | 56 s 62       |
| 2014 | Jeux du Commonwealth               | Glasgow          | 3e       | 400 m haies     | 55 s 64       |
| 2015 | Championnats du monde              | Pékin            | 5e       | 400 m haies     | 54 s 64       |
| 2016 | Jeux olympiques                    | Rio de Janeiro   | 7e       | 400 m haies     | 54 s 56       |
| 2017 | Relais mondiaux de l'IAAF          | Nassau           | 3e       | 4 × 400 m       | 3 min 28 s 49 |
| 2018 | Championnats du monde en salle     | Birmingham       | finale   | 4 x 400 m       | DQ            |
| 2018 | Jeux du Commonwealth               | Gold Coast       | 1re      | 400 m haies     | 54 s 33       |
| 2018 | Jeux du Commonwealth               | Gold Coast       | 1re      | 4 × 400 m       | 3 min 24 s 00 |
| 2018 | Coupe du monde                     | Londres          | 1re      | 400 m haies     | 55 s 10       |
| 2018 | Coupe du monde                     | Londres          | 2e       | 4 x 400 m       | 3 min 24 s 29 |
| 2018 | Championnats NACAC                 | Toronto          | 2e       | 400 m haies     | 53 s 81       |
| 2018 | Ligue de diamant                   | Ligue de diamant | 3e       | 400 m haies     | 54 s 38       |
| 2018 | Coupe continentale                 | Ostrava          | 1re      | 400 m haies     | 53 s 62       |
| 2019 | Relais mondiaux de l'IAAF          | Yokohama         | 5e       | 4 x 400 m       | 3 min 28 s 30 |
| 2019 | Ligue de diamant                   | Ligue de diamant | 7e       | 400 m haies     | 55 s 87       |
| 2019 | Championnats du monde              | Doha             | 2e       | 4 x 400 m mixte | séries        |
| 2021 | Jeux olympiques                    | Tokyo            | 4e       | 400 m haies     | 53 s 08       |
| 2022 | Championnats du monde en salle     | Belgrade         | 1re      | 4 × 400 m       | 3 min 28 s 40 |
| 2022 | Championnats du monde              | Eugene           | 2e       | 4 x 400 m       | 3 min 20 s 74 |
| 2022 | Jeux du Commonwealth               | Birmingham       | 1re      | 400 m haies     | 54 s 14       |
| 2022 | Championnats NACAC                 | Freeport         | 2e       | 400 m haies     | 54 s 87       |
| 2022 | Championnats NACAC                 | Freeport         | 2e       | 4 × 400 m       | 3 min 26 s 32 |
| 2023 | Championnats du monde              | Budapest         | 7e       | 400 m haies     | 54 s 28       |
| 2023 | Championnats du monde              | Budapest         | 2e       | 4 x 400 m       | 3 min 20 s 88 |

## Records
| Épreuve     | Temps   | Lieu  | Date        |
| ----------- | ------- | ----- | ----------- |
| 400 m haies | 53 s 08 | Tokyo | 4 août 2021 |